# Río Urituyacu
Der Río Urituyacu ist ein etwa 283 km langer linker Nebenfluss des Río Marañón im Nordosten von Peru in der Provinz Loreto der Region Loreto.

## Flusslauf
Der Río Urituyacu entspringt im äußersten Nordwesten des Distrikts Urarinas. Er durchquert das Amazonastiefland in südsüdöstlicher Richtung. Er weist auf seinem gesamten Flusslauf ein stark mäandrierendes Verhalten mit unzähligen engen Flussschlingen und Altarmen auf. Auf den letzten 45 Kilometern wendet sich der Fluss nach Osten. Er mündet schließlich bei der Ortschaft Nueva Alianza auf einer Höhe von etwa 109 m in den Río Marañón.

## Einzugsgebiet
Der Río Urituyacu entwässert eine Fläche von ungefähr 3900 km². Das Einzugsgebiet des Río Urituyacu verläuft entlang dem Westrand des Distrikts Urarinas. Es grenzt im Westen an das des Río Nucuray und im äußersten Nordwesten an das des Río Pastaza, im Nordosten an das des Río Chambira sowie im Südosten an das des Río Cunicio. Das weitgehend unbewohnte Gebiet besteht fast vollständig aus tropischem Regenwald und Sumpfgebieten.